# Ә
Ә (onderkast: ә) is een letter van het cyrillische alfabet. Deze letter wordt gebruikt in het Abchazisch, Basjkiers, Kalmuks, Kazachs, Koerdisch en Tataars. De Ә werd vroeger gebruikt in het Azerbeidzjaans en het Turkmeens voordat deze talen overschakelden naar het Latijns alfabet.

## Uitspraak
- Deze letter wordt in het Basjkiers, Kalmuks, Kazachs en Tataars uitgesproken als /æ/.
- In het Koerdisch wordt de letter uitgesproken als /ə/.
- In het Abchazisch wordt de letter uitgesproken als /ʷ/.